# Gaujan
Gaujan ist eine französische Gemeinde mit 119 Einwohnern (Stand 1. Januar 2022) im Département Gers in der Region Okzitanien (vor 2016: Midi-Pyrénées). Sie gehört zum Arrondissement Auch und zum Kanton Val de Save.

## Geographie
Gaujan liegt circa 28 Kilometer südsüdöstlich von Auch in der historischen Provinz Armagnac an der Grenze zum Département Haute-Garonne.
Umgeben wird Gaujan von den sechs Nachbargemeinden:
|         | Villefranche                                |                           |
| Meilhan | Kompassrose, die auf Nachbargemeinden zeigt | Molas (Haute-Garonne)     |
| Monties | Cap d’Astarac                               | Puymaurin (Haute-Garonne) |

### Gewässer
Gaujan liegt im Einzugsgebiet des Flusses Garonne.
Die Gimone, ein linker Nebenfluss de Garonne durchquert das Gebiet der Gemeinde zusammen mit ihren linken Nebenflüssen,
- dem Peyré,
- dem Ruisseau de Massès,
- dem Ruisseau de la Hountette und
- der Lère.

Außerdem wird Gaujan von linken Nebenflüssen der Gesse durchquert:
- der Ruisseau de la Hount,
- der Ruisseau d’en Casérès,
- der Ruisseau de Laveran und
- der Ruisseau de Saint-André.[1]

## Geschichte
Im Jahre 1823 wurde die früheren Gemeinden Marun und Lacaze eingegliedert.

## Einwohnerentwicklung
Nach Beginn der Aufzeichnungen stieg die Einwohnerzahl bis zur Mitte des 19. Jahrhunderts auf einen Höchststand von rund 435. In der Folgezeit sank die Größe der Gemeinde bei zwischenzeitlichen Erholungsphasen bis zur ersten Dekade des 21. Jahrhunderts auf ihren tiefsten Stand von rund 105 Einwohnern, bevor sich eine Wachstumsphase einstellte, die bis heute anhält.
| Jahr                       | 1962 | 1968 | 1975 | 1982 | 1990 | 1999 | 2006 | 2011 | 2020 |
| Einwohner                  | 183  | 178  | 138  | 124  | 131  | 107  | 103  | 105  | 114  |
| Quellen: Cassini und INSEE |      |      |      |      |      |      |      |      |      |

## Sehenswürdigkeiten
- Pfarrkirche Sainte-Anne

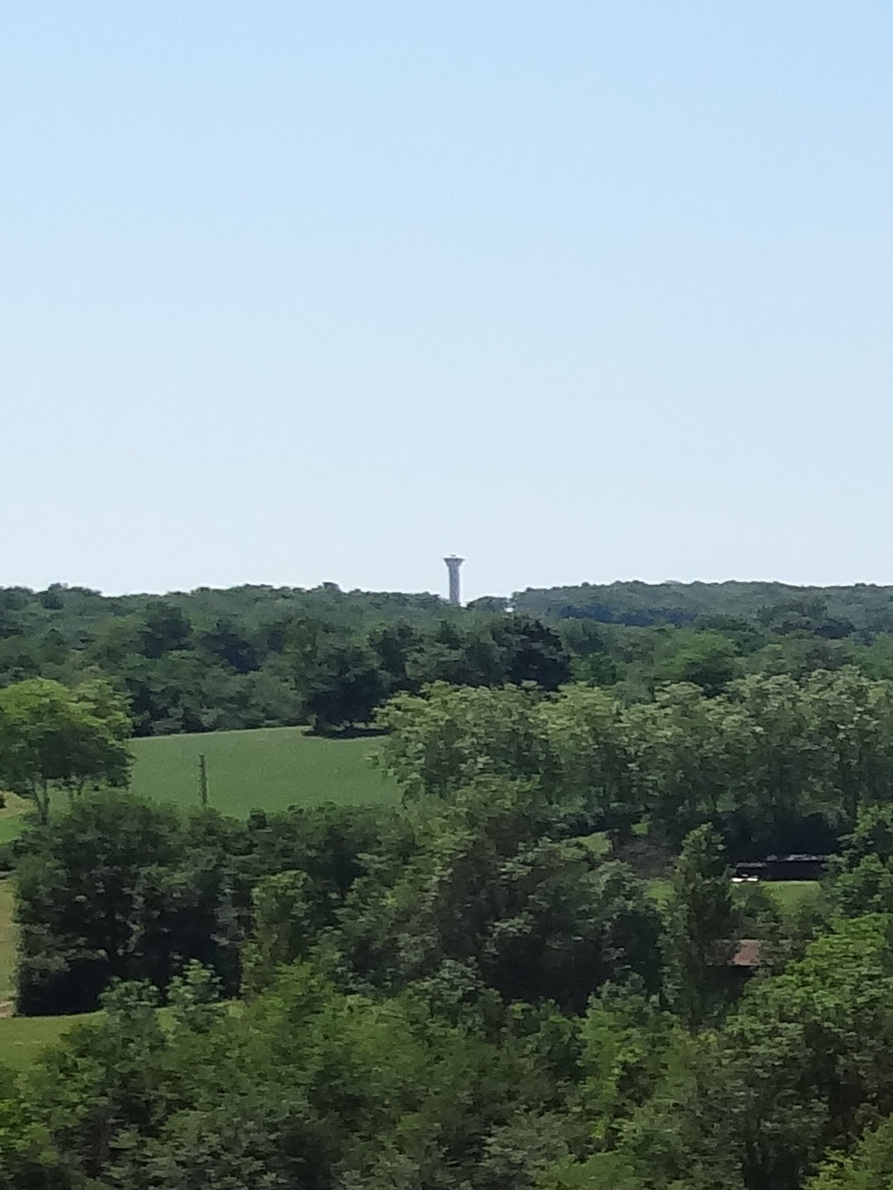
Wasserturm in Gaujan

## Wirtschaft und Infrastruktur

### Verkehr
Gaujan ist über die Routes départementales 12, 51 (Haute-Garonne: 6) und 291 erreichbar.